# Eleições estaduais em Mato Grosso em 1954
As eleições estaduais em Mato Grosso em 1954 ocorreram em 3 de outubro como parte das eleições gerais no Distrito Federal, em 20 estados e nos territórios federais do Acre, Amapá, Rondônia e Roraima. Como o mandato do governador Fernando Correia da Costa era de cinco anos, houve eleições para senador, sete deputados federais e trinta estaduais.
O senador eleito mais votado foi Filinto Müller. Nascido em Cuiabá ele viveu em sua cidade natal até migrar para o Rio de Janeiro e sentar praça na Escola Militar do Realengo. Acusado de tomar parte nos eventos da Revolta dos 18 do Forte de Copacabana chegou a ser preso e ao final da pena foi transferido para Campo Grande e após participar da Revolta Paulista de 1924 chegou a exilar-se na Argentina sendo preso ao voltar ao Brasil em 1927 sendo libertado por um Habeas Corpus e lotado no Ministério da Guerra. Com a vitória da Revolução de 1930 trabalhou como assessor do ministro José Fernandes Leite de Castro e do interventor paulista, João Alberto Lins de Barros até retornar ao Rio de Janeiro onde assumiu a chefia de polícia do Distrito Federal e nela permaneceu até o fim do Governo Getúlio Vargas. Por lealdade ao presidente deposto filiou-se ao PSD e mesmo sendo derrotado nas eleições para senador em 1945 e governador em 1950 foi eleito para a Câmara Alta do Parlamento em 1947 conquistando um novo mandato em 1954.
A segunda vaga foi destinada ao advogado João Vilas Boas. Formado à Faculdade de Direito da Universidade Federal do Rio de Janeiro, foi consultor jurídico de Mato Grosso e dirigiu a Imprensa Oficial na condição de jornalista. Antes do Estado Novo elegeu-se deputado federal em 1924, 1930 e 1933 e senador em 1935. Encerrado o período de exceção foi reeleito senador pela UDN em 1945 e em 1954.

## Resultado da eleição para senador
Os números a seguir têm por fonte os arquivos do Tribunal Superior Eleitoral que informa a apuração de 195.296 votos nominais (88,46), 22.826 votos em branco (10,34%) e 2.660 votos nulos (1,20%) resultando no comparecimento de 220.782 eleitores.
| Candidatos a senador da República | Candidatos a suplente de senador | Número | Coligação                                  | Votação | Percentual |
| --------------------------------- | -------------------------------- | ------ | ------------------------------------------ | ------- | ---------- |
| Filinto Müller PSD                | Ver abaixo -                     | -      | Aliança Democrática Trabalhista (PSD, PTB) | 48.681  | 24,93%     |
| João Vilas Boas UDN               | Ver abaixo -                     | -      | UDN (sem coligação)                        | 47.152  | 24,14%     |
| Júlio Müller PTB                  | Ver abaixo -                     | -      | Aliança Democrática Trabalhista (PSD, PTB) | 46.762  | 23,95%     |
| Dolor de Andrade UDN              | Ver abaixo -                     | -      | UDN (sem coligação)                        | 46.625  | 23,87%     |
| Pereira Mendes PSP                | Ver abaixo -                     | -      | PSP (sem coligação)                        | 5.739   | 2,94%      |
| Generoso Ponce Filho PR           | Não havia -                      | -      | Partido não disponível                     | 337     | 0,17%      |
| Fontes:                           |                                  |        |                                            |         |            |

## Resultado da eleição para suplente de senador
Foram apurados 113.613 votos nominais.

### Chapa de João Vilas Boas
| Candidatos a senador da República | Candidatos a suplente de senador | Número | Coligação           | Votação | Percentual |
| --------------------------------- | -------------------------------- | ------ | ------------------- | ------- | ---------- |
| Ver acima -                       | Wilson Martins UDN               | -      | UDN (sem coligação) | 32.658  | 28,75%     |
| Ver acima -                       | Corsino Bouret UDN               | -      | UDN (sem coligação) | 32.485  | 28,59%     |
| Fontes:                           |                                  |        |                     |         |            |

### Chapa de Filinto Müller
| Candidatos a senador da República | Candidatos a suplente de senador | Número | Coligação                                  | Votação | Percentual |
| --------------------------------- | -------------------------------- | ------ | ------------------------------------------ | ------- | ---------- |
| Ver acima -                       | Heitor Medeiros PSD              | -      | Aliança Democrática Trabalhista (PSD, PTB) | 22.784  | 20,05%     |
| Ver acima -                       | Lício Borralho PTB               | -      | Aliança Democrática Trabalhista (PSD, PTB) | 20.844  | 18,35%     |
| Fontes:                           |                                  |        |                                            |         |            |

### Chapa de Pereira Mendes
| Candidatos a senador da República | Candidatos a suplente de senador | Número | Coligação           | Votação | Percentual |
| --------------------------------- | -------------------------------- | ------ | ------------------- | ------- | ---------- |
| Ver acima -                       | Ormindo Lopes PSP                | -      | PSP (sem coligação) | 4.842   | 4,26%      |
| Fontes:                           |                                  |        |                     |         |            |

## Deputados federais eleitos
São relacionados os candidatos eleitos com informações complementares da Câmara dos Deputados.

Representação eleita
  UDN: 4
  PSD: 2
  PTB: 1

| Deputados federais eleitos | Partido | Votação | Percentual | Cidade onde nasceu | Unidade federativa |
| João Ponce de Arruda       | PSD     | 15.557  | 14,33%     | Cuiabá             | Mato Grosso        |
| José Fragelli              | UDN     | 11.702  | 10,78%     | Corumbá            | Mato Grosso do Sul |
| Filadelfo Garcia           | PSD     | 9.976   | 9,19%      | Coxim              | Mato Grosso do Sul |
| Wilson Fadul               | PTB     | 9.195   | 8,47%      | Valença            | Rio de Janeiro     |
| Ítrio Correia da Costa     | UDN     | 9.158   | 8,44%      | Cuiabá             | Mato Grosso        |
| Saldanha Derzi             | UDN     | 8.547   | 7,87%      | Ponta Porã         | Mato Grosso do Sul |
| Castro Pinto               | UDN     | 7.564   | 6,97%      | Campo Grande       | Mato Grosso do Sul |
| Fontes:                    |         |         |            |                    |                    |

## Deputados estaduais eleitos
Estavam em jogo 30 cadeiras na Assembleia Legislativa de Mato Grosso e elas foram assim distribuídas: quatorze para a UDN, dez para o PSD, três para o PTB e três para o PSP.

Representação eleita
  UDN: 14
  PSD: 10
  PTB: 3
  PSP: 3

Fonteː
| Deputados estaduais eleitos         | Partido | Votação | Percentual | Cidade onde nasceu   | Unidade federativa |
| Mendes Canale                       | PSD     | 3.022   |            | Miranda              | Mato Grosso do Sul |
| Rubens Alberto Abbot Castro Pinto   | UDN     | 2.993   |            | Campo Grande         | Mato Grosso do Sul |
| Manoel de Oliveira Lima             | UDN     | 2.928   |            | Sorriso              | Mato Grosso        |
| Adê Marques                         | UDN     | 2.853   |            | Rondonópolis         | Mato Grosso        |
| Walter Faustino Dias                | UDN     | 2.674   |            | Comodoro             | Mato Grosso        |
| Agápito de Paula Boeira             | PTB     | 2.503   |            | Tangará da Serra     | Mato Grosso        |
| Francisco Queiroz                   | PSD     | 2.255   |            | Paranaíba            | Mato Grosso do Sul |
| Antônio Moisés Nadaf                | UDN     | 2.178   |            | Várzea Grande        | Mato Grosso        |
| Edward Reis Costa                   | UDN     | 2.157   |            | Lucas do Rio Verde   | Mato Grosso        |
| Gonçalo Botelho de Campos           | UDN     | 2.157   |            | Várzea Grande        | Mato Grosso        |
| Edil Ferraz                         | PSD     | 2.076   |            | Paranaíba            | Mato Grosso do Sul |
| Feliciano de Figueiredo             | UDN     | 2.023   |            | Cuiabá               | Mato Grosso        |
| Sabino José da Costa                | PSD     | 1.847   |            | Mirassol d'Oeste     | Mato Grosso        |
| Henrique Gomes da Silva             | PSD     | 1.701   |            | Ribeirão das Neves   | Minas Gerais       |
| Wilson Loureiro de Oliveira         | UDN     | 1.697   |            | Nova Xavantina       | Mato Grosso        |
| Hugo Corrêa                         | UDN     | 1.646   |            | Primavera do Leste   | Mato Grosso        |
| Wilson Dias de Pinho                | PSD     | 1.638   |            | Dourados             | Mato Grosso do Sul |
| Manoel José de Arruda               | UDN     | 1.615   |            | Guarantã do Norte    | Mato Grosso        |
| Martinho Marques da Silva           | UDN     | 1.609   |            | Poconé               | Mato Grosso        |
| Sebastião Monteiro da Silva         | PSD     | 1.523   |            | Paranatinga          | Mato Grosso        |
| Fauze Scaff Gattas                  | PSD     | 1.434   |            | Corumbá              | Mato Grosso do Sul |
| Clóvis Hugueney                     | PSD     | 1.425   |            | Cuiabá               | Mato Grosso        |
| Rachid Mamed                        | PSD     | 1.420   |            | Cuiabá               | Mato Grosso        |
| Hélio Correa da Costa               | UDN     | 1.403   |            | São Gonçalo          | Rio de Janeiro     |
| Antônio Célio Mário Spinelli        | PSP     | 1.394   |            | Poxoréu              | Mato Grosso        |
| Dormevil Malhado da Costa Faria     | UDN     | 1.352   |            | Sorriso              | Mato Grosso        |
| Vicente Bezerra Neto                | PTB     | 1.229   |            | Lavras da Mangabeira | Ceará              |
| Jacinto Rodrigues de Miranda        | PTB     | 1.171   |            | Barra do Garças      | Mato Grosso        |
| Alberto Monteiro                    | PSP     | 1.158   |            | Cáceres              | Mato Grosso        |
| Manoel Garibaldi Cavalcanti de Melo | PSP     | 1.064   |            | Campo Verde          | Mato Grosso        |
| Fontes:                             |         |         |            |                      |                    |